# Германув (Свентокшиське воєводство)
Германув (пол. Hermanów) — село в Польщі, у гміні Тарлув Опатовського повіту Свентокшиського воєводства.
Населення — 82 особи (2011).
У 1975-1998 роках село належало до Тарнобжезького воєводства.

## Демографія
Демографічна структура на день 31 березня 2011 року:
|          | Загалом | Допрацездатний вік | Працездатний вік | Постпрацездатний вік |
| -------- | ------- | ------------------ | ---------------- | -------------------- |
| Чоловіки | 34      | 9                  | 22               | 3                    |
| Жінки    | 48      | 10                 | 25               | 13                   |
| Разом    | 82      | 19                 | 47               | 16                   |